# Idaea miserrima
Idaea miserrima là một loài bướm đêm trong họ Geometridae.